# Album Top-40
Album Top-40 je službena danska ljestvica albuma koju jednom tjedno izdaje Tracklisten. Trenutni broj jedan album je Past Forward od Thomasa Helmiga.

## Povijest ljestvice
Dana 1. siječnja 2001. po prvi puta izašla je danska ljestvica singlova, pod imenom "Hitlisten" i ona nije sadržavala ljestvicu najprodavanijih albuma. Tek 2. studenog 2007. godine promjenom imena u "Tracklisten" uvela se danska ljestvica albuma pod imenom "Album Top-40".

## Vidjeti
- Track Top-40

## Vanje poveznice
- Službena stranica
- Arhiva  Arhivirana inačica izvorne stranice od 1. srpnja 2014. (Wayback Machine)